# Penstemon utahensis
Penstemon utahensis är en grobladsväxtart som beskrevs av Eastwood.. Penstemon utahensis ingår i släktet penstemoner, och familjen grobladsväxter. Inga underarter finns listade i Catalogue of Life.

## Bildgalleri

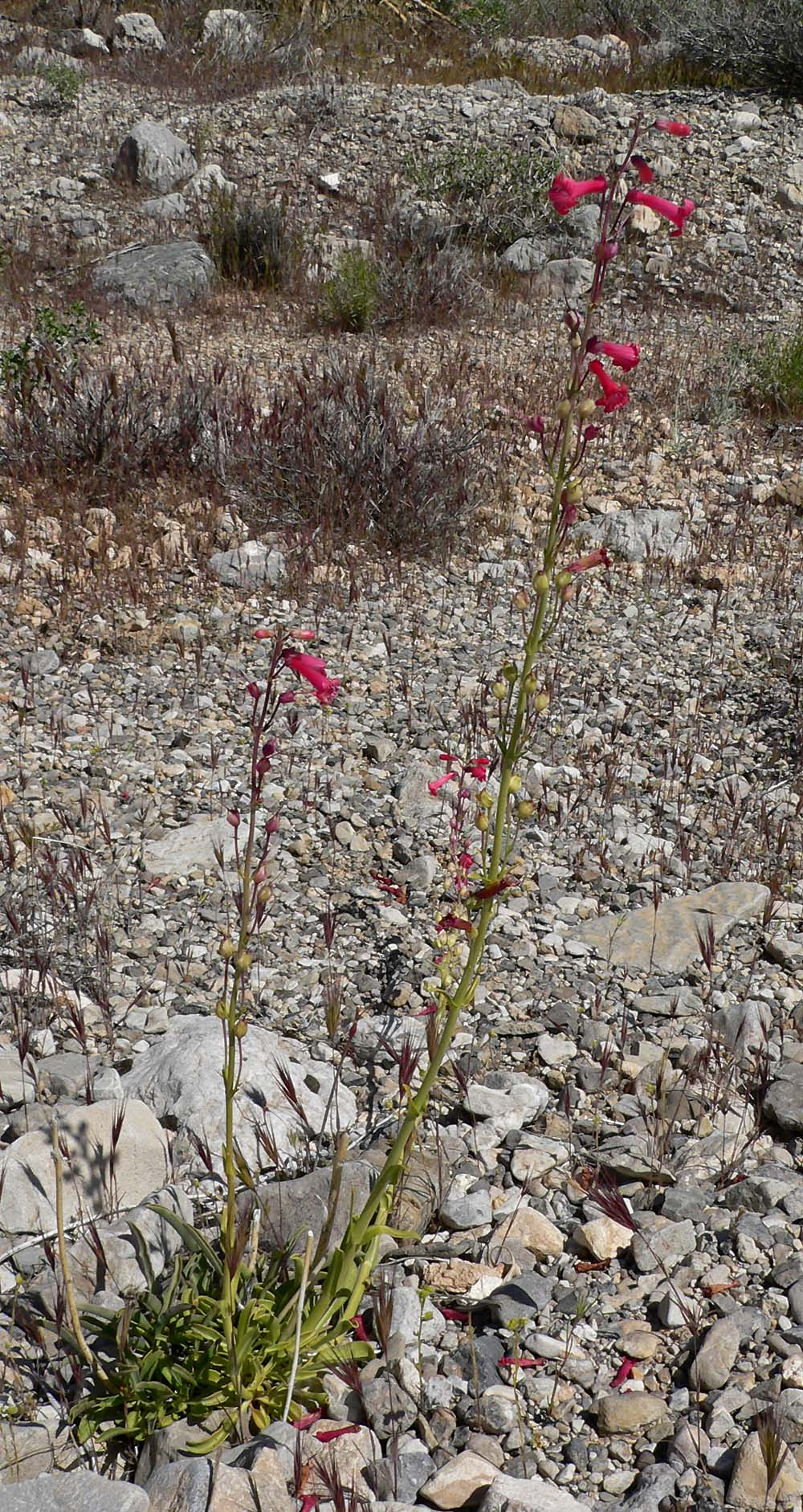
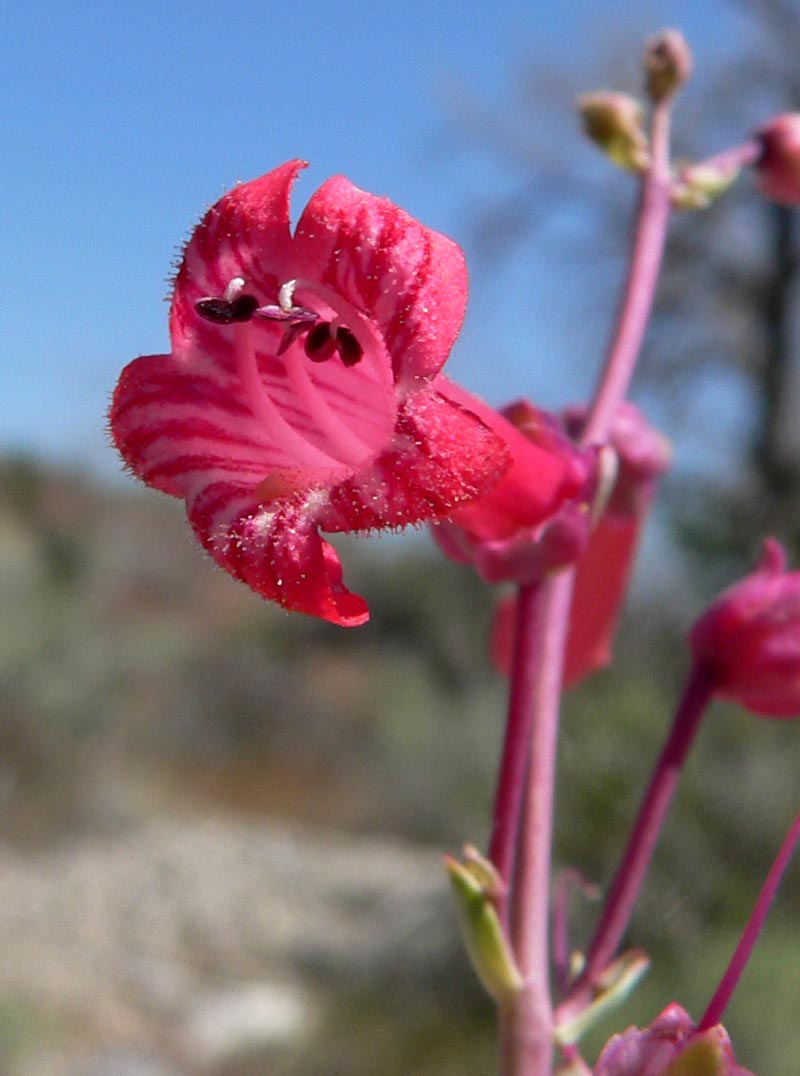